# 盆栽博物館 (ブルゴス県)
盆栽博物館（スペイン語: Museo del Bonsái）は、スペイン・カスティーリャ・イ・レオン州ブルゴス県ビリャホンサロ・ペデルナレスにある博物館。

## 歴史
2008年9月13日、盆栽を取り上げたカスティーリャ・イ・レオン州唯一の公立博物館として開館した。ビリャホンサロ・ペデルナレスの首長と、ブルゴス盆栽文化協会（スペイン語: Asociación Cultural Bonsái Burgos、略称：ACBB）が協力した結果であった。

## 展示
この公立の盆栽博物館は、ビリャホンサロ・ペデルナレスの役場の敷地内に立地している。博物館の敷地は、約400 m2で、調温機能付き温室も備えている。盆栽に限らず、生け花や、約50個の水石も展示されている。また、盆栽に関する解説なども実施している。
ブルゴス盆栽文化協会（ACBB）によれば、地元の植物の盆栽に限らず、日本なども含めて、方々から植物を集めてきたという。